# CL-20
Le CL-20, ou HNIW (pour HexaNitrohexaazaIsoWurtzitane) est un explosif nitraminé développé à China Lake (d'où son nom), en Californie, initialement pour développer des propergols de puissance. Il possède un meilleur ratio comburant/carburant que le RDX et le HMX, et libère 20 % d'énergie en plus que les carburants fondés sur ce dernier, avec des propriétés énergétiques largement supérieures à celles des explosifs et carburants énergétiques standards.
Développé essentiellement par la filiale Thiokol d'ATK, le CL-20 intéresse également l'ONR à l'US Navy comme ergol afin d'équiper des missiles en raison de sa furtivité — en particulier, sa combustion ne laisse que peu de fumée observable. Il n'a pas encore été mis en œuvre dans des systèmes d'armement opérationnels, mais fait actuellement l'objet d'études de stabilité, de qualification technique et de viabilité industrielle quant à sa production effective.
Sa synthèse fait intervenir du diméthylformamide, de l'anhydride acétique, du HBIW et de l'acide nitrique fumant blanc :
La république populaire de Chine et la fédération de Russie l'utiliseraient dans leurs armées, depuis 2011 pour la Chine. Il n'est en 2022 pas en service aux États-Unis.
En juin 2023, des chercheurs chinois affirment avoir réussi à produire du CL-20 cinq fois plus résistant aux chocs que précédemment, alors que la sensibilité aux chocs de l'explosif freine son utilisation.